# Il detenuto
Il detenuto (El recluso) è una serie televisiva statunitense in lingua spagnola, prodotta da Telemundo Internacional Studios e presentata in anteprima sull'omonimo canale dal 25 settembre all'11 ottobre 2018.
L'opera è un adattamento della serie televisiva argentina intitolata El Marginale creata da Sebastián Ortega e Adrián Caetano.
La serie è stata pubblicata in Italia il 10 maggio 2019 sulla piattaforma Netflix.

## Trama
Un ex marine americano di nome Lázaro Mendoza entra in una prigione di massima sicurezza in Messico sotto falsa identità con le accuse di un presunto triplice omicidio. Ora nelle vesti di Dante Pardo, la sua missione è quella di infiltrarsi in una pericolosa banda di prigionieri e custodi che opera all'interno e all'esterno della prigione. I componenti di questa gang sono i principali sospettati nel rapimento della figlia adolescente di un giudice americano di nome John Morris (Guy Ecker). All'interno della Rotonda, Lázaro deve scoprire chi è la mente del rapimento e trovare dove si trova la ragazza.

## Episodi
| Stagione1      | Episodi | Prima TV Stati Uniti | Pubblicazione Italia |
| -------------- | ------- | -------------------- | -------------------- |
| Prima stagione | 13      | 2018                 | 2019                 |

## Produzione
La serie è stata presentata da Telemundo alla rassegna 2018 dell'Associazione Nazionale dei Programmi Televisivi Esecutivi (NATPE). Le riprese si sono svolte in Messico nel 2017.